# Plutonio-238
El plutonio-238 (también conocido como Pu-238 o 238Pu) es un isótopo radiactivo de plutonio que tiene una vida media de 87,7 años. Es un potente emisor alfa y  —a diferencia de otros isótopos de plutonio— no emite grandes cantidades de radiación. Esto lo hace adecuado para su uso en generadores termoeléctricos de radioisótopos (RTG) y calefactores de radioisótopos —un gramo de plutonio-238 genera aproximadamente 0,5 vatios de potencia térmica.

## Historia
Fue el primer isótopo de plutonio en ser descubierto. Fue sintetizado por Glenn Seaborg y colaboradores en 1941 bombardeando uranio-238 con deuterones, creando neptunio-238, que luego se desintegra para formar plutonio-238. El plutonio-238 se desintegra a uranio-234 y posteriormente a lo largo de la cadena de desintegración a plomo-206.

## Producción
Los reactores de plutonio a partir de combustible nuclear gastado contienen varios isótopos. Pu-238 representa sólo uno o dos por ciento, pero puede ser el responsable de gran parte del calor de desintegración a corto plazo debido a su corta vida media en relación con otros isótopos de plutonio.  
El plutonio-238 puro se prepara por irradiación de neptunio-237, uno de los actínidos minoritarios, que puede ser recuperado durante el reprocesamiento de combustible nuclear gastado, o por la irradiación de americio en un reactor. En ambos casos, los objetivos se someten a un tratamiento químico, incluyendo la disolución en ácido nítrico para extraer el plutonio-238. Una muestra de 100kg de combustible para reactores de agua ligera (LWR) que ha sido irradiada por tres años contiene solamente cerca de 700 gramos de neptunio-237, y el neptunio se debe extraer selectivamente. Cantidades significativas de Pu-238 puro también pueden producirse en un ciclo de combustible de torio.

## Aplicaciones
La principal aplicación de Pu-238 es como fuente de calor en generadores termoeléctricos de radioisótopos (RTGs).
Tecnología RTG fue desarrollada por primera vez por el Laboratorio Nacional de Los Álamos para proporcionar energía a los marcapasos cardiacos. De los 250 marcapasos accionados por plutonio fabricados por Medtronic, veintidós todavía estaban en servicio después veinticinco años, una hazaña que ningún marcapasos con batería podría lograr.
Esta misma tecnología de energía RTG ha sido utilizada en sondas espaciales como las Voyager 1 y 2, Cassini–Huygens y New Horizons, y en otros dispositivos, tales como el Mars Science Laboratory, 
para la generación de energía nuclear a largo plazo.

## Suministro a Estados Unidos
Estados Unidos dejó de producir plutonio-238 en grandes cantidades en 1988, desde 1993, todo el Pu-238 utilizado en las naves espaciales estadounidenses ha sido comprado a Rusia. En total, 16,5 kilogramos han sido adquiridos, pero Rusia ya no está produciendo plutonio-238 y al parecer su propio suministro se está agotando.
En 2009, el Departamento de Energía de Estados Unidos (DOE) solicitó financiación para reiniciar la producción en el país. Se estima que el reinicio de la producción tendrá un costo de entre $75 y $90 millones en cinco años. Dado que el DOE sería el responsable de producir el plutonio-238 de la NASA, los dos organismos quieren dividir el costo del reinicio de producción. El Congreso otorgó a la NASA parte del dinero solicitado, $10 millones en el 2011 y lo mismo en 2012. El Congreso de Estados Unidos rechazó la solicitud de financiación del DOE durante tres años consecutivos. En 2013, se acordó que la NASA proporcionaría toda la financiación para la producción de Pu-238.
Entre 1,5 kg y 2,0 kg se producirían al año para apoyar las misiones científicas robóticas de la NASA, aunque si las futuras misiones humanas requieren de plutonio-238 se tendría que producir mucho más. El Reactor de Pruebas Avanzado en el Laboratorio Nacional de Idaho y el Reactor de Isótopos de Alto Flujo en el Laboratorio Nacional Oak Ridge son vistos como potenciales productores.